# Archbold
Archbold é uma vila localizada no estado norte-americano de Ohio, no Condado de Fulton.

## Demografia
Segundo o censo norte-americano de 2000, a sua população era de 4290 habitantes. 
Em 2006, foi estimada uma população de 4505, um aumento de 215 (5.0%).

## Geografia
De acordo com o United States Census Bureau tem uma área de 
11,2 km², dos quais 11,0 km² cobertos por terra e 0,2 km² cobertos por água. Archbold localiza-se a aproximadamente 224 m acima do nível do mar.

## Localidades na vizinhança
O diagrama seguinte representa as localidades num raio de 20 km ao redor de Archbold. 